# Lua de Mel
Lua de Mel, também conhecida como Lua de Mel - Temporada Final, é uma telenovela portuguesa produzida pela SP Televisão que foi exibida pela SIC de 6 de junho a 28 de novembro de 2022, substituindo Amor Amor e sendo substituída por Sangue Oculto. É a "31.ª novela" do canal.
É um spin-off de várias telenovelas da SIC numa só novela, tendo como base o universo de Amor Amor, onde estão também inseridas várias personagens das novelas Laços de Sangue, Amor Maior, Nazaré, Terra Brava e ainda, adicionalmente, Alma e Coração e A Serra com apenas uma personagem. Escrita por Ana Casaca a partir de uma ideia original da SIC, tem a colaboração de Rita Roberto, António Barreira, Catarina Pereira Dias, José Pinto Carneiro e Pedro Cavaleiro como guionistas, a direção de Hugo Xavier, a direção de atores de Inês Rosado, a direção de produção de Pedro Maria Lebre e a realização de Hugo Xavier, Joel Monteiro, Jorge Cardoso e José Manuel Fernandes.
Conta com as atuações de Jessica Athayde, Fernando Pires, Cláudia Vieira, Carolina Loureiro, Sandra Barata Belo, Luísa Cruz, Filipa Nascimento, Ivo Lucas e Joana Aguiar no elenco principal.

## Resumo
| Resumo | Resumo | Episódios | Episódios | Originalmente exibido | Originalmente exibido  |
| Resumo | Resumo | Episódios | Episódios | Estreia da temporada  | Final da temporada     |
| ------ | ------ | --------- | --------- | --------------------- | ---------------------- |
|        | 1      | 65        | 65        | 6 de junho de 2022    | 2 de setembro de 2022  |
|        | 2      | 58        | 58        | 5 de setembro de 2022 | 28 de novembro de 2022 |

Nesta história de amor, muito humor e música, várias personagens icónicas da ficção SIC cruzar-se-ão para dar um novo rumo às suas vidas.
Nazaré vive feliz com o marido e os filhos, mas vê a sua vida subitamente virada do avesso quando a polícia a acusa de um crime que não cometeu. Por detrás de tudo está Verónica, que voltou para ajustar contas. Nazaré torna-se uma foragida da polícia e, com a ajuda do fiel amigo Toni, consegue um cartão de cidadão falso. E será como Carla Isabel, a sua nova identidade, que se tornará motorista da Lua de Mel.
Verónica acabará presa, mas tal situação não iliba Nazaré, pelo que se vê obrigada a andar a monte ate conseguir provar a sua inocência. Na cadeia, torna-se companheira de cela de Ângela, mas esta já não é a mesma mulher. Para além de todos os crimes que cometeu, descobrimos que há muitos anos vendeu a irmã mais nova a um casal de portugueses que emigrou para a África do Sul.
Lili é feliz com a sua família, até que a morte da sua mãe adotiva traz à tona as suas verdadeiras origens. Numa tentativa de descobrir quem realmente é, Lili decide vir a Portugal, pensando que Ângela seria sua irmã. Ao chegar a Penafiel, Lili encontra Renato França, um cantor com a carreira virada do avesso e com graves dificuldades financeiras. A química entre os dois é explosiva e passam a noite juntos. Verónica e Ângela descobrem que Lili é rica e traçam um plano para se aproveitarem do dinheiro, inventando que ela é filha de Ângela. Assim, pede a Lili que a tire da cadeia e a ajude a recuperar a editora.
A Lua de Mel, que agora está nas mãos de Melanie, Sandra e Valentim Valério, é mais do que uma simples editora. É também um canal de TV. O VêVê TV, onde Valentim Valério aproveita para espalhar veneno. Melanie e Leandro são um casal de sucesso na música portuguesa. Felizes como nunca, planeiam alargar a família, mas Melanie tem dificuldade em engravidar. É aqui que entra em campo Silvie, uma velha amiga de quando esta vivia no Luxemburgo. Silvie fica encantada com Leandro e oferece-se para ser a barriga de aluguer. Mal sabe Mel as dores de cabeça que isso lhe trará.
Sandra começa a namorar com Zé Pedro, um ambicioso guitarrista que esta com ela apenas por interesse. Já o seu irmão Xavi, emigrado em Inglaterra, mas que veio passar o verão a Portugal, vai apaixonar-se verdadeiramente por ela, o que o leva a decidir ficar por Penafiel, arranjando trabalho no centro de jardinagem Erva Boa.
Rebeca Sofia, agora mãe solteira abandonada, e rainha da música popular portuguesa e uma das cantoras da VêVê TV, onde tem o seu próprio programa.
Tó Quim deixou de vez os bombeiros e está prestes a inaugurar o seu bar na Praia Fluvial do Luzim.
HashtagGI (Amor Maior), a mulher a dias mais #fantástica, #perfeita, #limpatudoaopormenor #soquenão opera na zona e vai dar nas vistas #estáclaro.
E como se já não houvesse uma reunião explosiva de egos naquele cantinho do planeta juntam-se Prazeres e Xana (Terra Brava). A beata e mega fã de Marco Paulo tem um plano traçado para triunfar na vida mas vai-lhe aparecer pela frente Gi Coutinho (Laços de Sangue)! Espera-se um choque de titãs!
E estão lançados os dados para uma história cheia de peripécias, de luta pela inocência, de redenção, de amor e muita diversão, por onde passarão outras personagens icónicas do universo ficcional da SIC como Elsa e Raúl Santinho (Terra Brava), Bernardo (Nazaré), Rui (Alma e Coração) ou Guida (A Serra) e sempre com muita música à mistura…

## Elenco

### Elenco principal
| Ator/Atriz         | Personagem                                      | Temporada | Temporada |
| Ator/Atriz         | Personagem                                      | 1 (2022)  | 2 (2022)  |
| ------------------ | ----------------------------------------------- | --------- | --------- |
| Jessica Athayde    | Liliana «Lili» Maia                             | Principal | Principal |
| Fernando Pires     | Renato Pinto França                             | Principal | Principal |
| Cláudia Vieira     | Dina Cruz                                       | Principal | Principal |
| Carolina Loureiro  | Nazaré Gomes Blanco / Carla Isabel (nome falso) | Principal | Principal |
| Sandra Barata Belo | Verónica Andrade                                | Principal | Principal |
| Luísa Cruz         | Ângela Pinto                                    | Principal | Principal |
| Filipa Nascimento  | Melanie «Mel» Sousa Ribeiro                     | Principal | Principal |
| Ivo Lucas          | Leandro Vieira                                  | Principal | Principal |
| Joana Aguiar       | Sandra «Sandy» Carina Pinto Pereira             | Principal | Principal |

### Elenco recorrente
| Ator/Atriz          | Personagem                       | Temporada       | Temporada       |
| Ator/Atriz          | Personagem                       | 1 (2022)        | 2 (2022)        |
| ------------------- | -------------------------------- | --------------- | --------------- |
| Rodrigo Trindade    | José «Zé» Pedro Martins          | Recorrente      | Recorrente      |
| Custódia Gallego    | Geraldina «Gi» Natércia Coutinho | Recorrente      | Recorrente      |
| Rui Mendes          | Jaime Honrado                    | Recorrente      | Recorrente      |
| Lídia Franco        | Gina Honrado                     | Recorrente      | Recorrente      |
| Rosa do Canto       | Maria de Lurdes Sousa            | Recorrente      | Does not appear |
| Miguel Raposo       | Augusto Gil Cruz                 | Recorrente      | Recorrente      |
| Noémia Costa        | Maria Prazeres dos Anjos Pinto   | Recorrente      | Recorrente      |
| Bruna Quintas       | Alexandra «Xana» Figueiredo      | Recorrente      | Recorrente      |
| Cecília Henriques   | Gisela Torres                    | Recorrente      | Recorrente      |
| Lucas Dutra         | Cristiano Cruz                   | Recorrente      | Recorrente      |
| Luciana Abreu       | Rebeca Sofia Mendes              | Recorrente      | Recorrente      |
| Fernando Rocha      | António Joaquim «Tó Quim» Rato   | Recorrente      | Recorrente      |
| Oceana Basílio      | Palmela «Pammy» Andreia          | Recorrente      | Recorrente      |
| João Mota           | Xavier «Xavi» Martins            | Recorrente      | Recorrente      |
| Heitor Lourenço     | Valentim Valério                 | Recorrente      | Recorrente      |
| Ana Bustorff        | Guadalupe Ruiz                   | Recorrente      | Recorrente      |
| Rui Santos          | Pablo Ruiz                       | Recorrente      | Recorrente      |
| António Camelier    | Manuel «Manu» Ruiz               | Recorrente      | Recorrente      |
| Sara Norte          | Silvie Castanheira               | Recorrente      | Recorrente      |
| Francisco Fernandes | Márcio Filipe Mendes             | Recorrente      | Recorrente      |
| Tiago Castro        | Reynaldo «Renée»                 | Does not appear | Recorrente      |

### Personagens convidadas
| Ator/Atriz        | Personagem                    | Temporada       | Temporada       |
| Ator/Atriz        | Personagem                    | 1 (2022)        | 2 (2022)        |
| ----------------- | ----------------------------- | --------------- | --------------- |
| Margarida Serrano | Alice Moreira                 | Participação    | Participação    |
| Rodrigo Costa     | José «Zé» Pedro Gomes Blanco  | Participação    | Participação    |
| José Mata         | Duarte Blanco                 | Participação    | Participação    |
| Guilherme Moura   | Bernardo Maria Telles Blanco  | Participação    | Does not appear |
| Sara Matos        | Elsa Santinho                 | Participação    | Does not appear |
| Afonso Pimentel   | António «Toni» Silva          | Participação    | Does not appear |
| Renato Godinho    | Vítor Filipe Mendes           | Participação    | Participação    |
| António Fonseca   | Raúl Santinho                 | Participação    | Does not appear |
| Ricardo Pereira   | Romeu Santiago                | Does not appear | Participação    |
| Joana Santos      | Linda Sousa                   | Does not appear | Participação    |
| Miguel Costa      | Rui Neves                     | Does not appear | Participação    |
| Laura Dutra       | Margarida Maria «Guida» Grilo | Does not appear | Participação    |

### Artistas convidados
| Artista          | Personagem |
| ---------------- | ---------- |
| Micaela          | Ela mesma  |
| Rosinha          | Ela mesma  |
| Marco Paulo      | Ele mesmo  |
| Toy              | Ele mesmo  |
| Rui Bandeira     | Ele mesmo  |
| Nel Monteiro     | Ele mesmo  |
| Álvaro de Luna   | Ele mesmo  |
| Cláudia Caramelo | Ela mesma  |
| Pedro Miguel     | Ele mesmo  |
| César Matoso     | Ele mesmo  |

## Produção

### Desenvolvimento
"É uma novela que será um super crossover da história da ficção da SIC. Vamos juntar no mesmo projeto personagens tão diversas como personagens de 'Amor Amor', 'Nazaré', 'Terra Brava', 'Laços de Sangue'… [...] Além dessas personagens que as pessoas já conhecem, haverá outras que nos vão guiar por uma história paralela. [...] De personagens icónicas que podem fazer não fazer a temporada toda, podem só entrar em alguns episódios ou fazer uma participação especial".

—Daniel Oliveira, diretor de programas da SIC
No âmbito do anúncio das celebrações dos 30 anos do canal televisivo SIC, foi oficialmente confirmada a existência da novela que para além de contar com personagens novas e de raiz, contaria também com personagens marcantes de telenovelas anteriores do mesmo canal, sendo ela da autoria de Ana Casaca e recebendo o título de Lua de Mel, devido ao facto do foco da trama ser na editora musical com o mesmo nome da novela Amor Amor.
Pensando-se que seria para uma série, foi revelado mais tarde que o cantor Toy escreveu músicas para algumas das personagens da novela.
Os trabalhos da telenovela começaram a 4 de abril na Nazaré, e mais tarde em Penafiel e nos estúdios SP Televisão, tendo terminado a 29 de junho de 2022 com 93 episódios de produção divididos em duas temporadas, tratando-se de uma estratégia de marketing para aumentar as audiências face à concorrência.

### Escolha do elenco
Os primeiros nomes falados para a novela foram Sara Matos e Carolina Loureiro, juntando-se a elas Noémia Costa, Bruna Quintas, Filipa Nascimento, Joana Aguiar, Ivo Lucas, Luciana Abreu, Custódia Gallego, Cecília Henriques, Afonso Pimentel, José Mata, Fernando Rocha, Rosa do Canto, Rui Mendes, Lídia Franco, Heitor Lourenço, Guilherme Moura, Laura Dutra, Margarida Serrano e Francisco Fernandes, reinterpretando personagens de outras novelas da SIC como Terra Brava, Nazaré, Amor Amor, A Serra, Laços de Sangue e Amor Maior, sendo que algumas personagens apenas fazem uma participação especial ou fazem parte do elenco recorrente da novela, juntando-se também outros nomes como Miguel Raposo, Lucas Dutra, Oceana Basílio, Rodrigo Costa, Rodrigo Trindade, João Mota, Ana Bustorff, António Camelier, Rui Santos, Sara Norte e Tiago Castro, tendo eles novas personagens escritas de raíz e podendo ter ou não alguma ligação com uma ou outra personagem de outras novelas da SIC.
Carolina Loureiro foi o primeiro nome anunciado do núcleo protagonista da novela, juntando-se a ela Sandra Barata Belo e Luísa Cruz, que reinterpretam as suas personagens de Nazaré e Amor Amor, e ainda Jessica Athayde, Fernando Pires e Cláudia Vieira com personagens escritas de raiz, tendo a última sido apontada inicialmente para viver a sua personagem de Alma e Coração, o que acabou por não suceder.

## Exibição
Programada para estrear apenas no verão de 2022, com os maus resultados audiométricos de Por Ti, a estreia da novela foi antecipada para o início de junho do mesmo ano, substituindo Amor Amor. "Juramento eterno de sal" de Álvaro de Luna foi anunciada como tema do genérico a 6 de junho de 2022, o mesmo dia da estreia da novela.
Intitulada como “a novela das novelas”, a promoção arrancou a 5 de maio de 2022, havendo várias promoções onde cada uma é focada em uma personagem que regressa na trama, e mais tarde nas personagens novas, tendo estreado um mês depois, a 6 de junho. Dividida entre duas temporadas devido a uma estratégia de marketing para aumentar as audiências face à concorrência, a campanha de ‘últimos episódios’ da primeira temporada arrancou a 22 de agosto e teve a sua exibição terminada a 2 de setembro, começando dias depois a segunda temporada, intitulada de ‘Temporada Final’ no dia 5. A novela estaria prevista para terminar a 6 de outubro do mesmo ano de forma a celebrar o 30º aniversário da SIC, porém por não ter cumprido com as expectativas de devolver a liderança à SIC e devido ao adientamento da estreia de Sangue Oculto para 19 de setembro, teve a sua exibição reduzida para 15-20 minutos, e mais tarde aumentada para 35-45 minutos, passando a ser exibida na 2.ª faixa, tendo a sua campanha de ‘últimos episódios’ arrancado a 1 de novembro, voltando ainda no mesmo mês, a partir do dia 14, para a 3.ª faixa, servindo para promover a ‘semana especial’ de Por Ti, acabando por se manter nessa mesma faixa até ao seu último episódio, no dia 25 do mesmo mês.

### Transmissão na OPTO
Na OPTO, a plataforma de streaming da SIC, a novela teve todos os seus episódios de exibição na SIC disponibilizados na plataforma, tendo em todos os seus episódios antestreias com um ou vários dias de antecedência à emissão dos episódios, à exceção do primeiro e último episódio das duas temporadas da telenovela.

### Alterações no logótipo
Com a divisão da telenovela em duas temporadas por questões de marketing e de baixas audiências, a segunda temporada apelidada de ‘Temporada Final’ recebeu um novo logótipo, invertendo as cores originais do mesmo, que originalmente teria quatro discos num degradê de azul para o roxo e o lettering em laranja, passando a ter os quatro discos num degradê de dourado para o laranja e o lettering passa a receber também um degradê de azul para o roxo.

Logo da telenovela da primeira temporada

Logo da telenovela da segunda temporada apelidada de ‘Temporada Final’

Logótipos utilizados

## Músicas

### Banda sonora original
| Tema                           | Intérprete(s)                   | Personagem(ns) intérprete(s) | Notas |
| ------------------------------ | ------------------------------- | ---------------------------- | ----- |
| "O Amor Está a Acontecer"      | Filipa Nascimento               | Mel                          | —     |
| "Serei Sempre"                 | Ivo Lucas                       | Leandro                      | —     |
| "Ela Não é Mulher"             | Luciana Abreu                   | Rebeca                       | —     |
| "Não Te Vás Embora"            | Fernando Pires                  | Renato                       | —     |
| "Deserto dos Meus Sentimentos" | Heitor Lourenço                 | Valentim                     | —     |
| "Que Loucura"                  | Joana Aguiar e Rodrigo Trindade | Sandra e Zé Pedro            | —     |
| "Será que é Agora"             | Fernando Pires                  | Renato                       | —     |
| "Mas Desta Vez"                | Joana Aguiar e Rodrigo Trindade | Sandra e Zé Pedro            | —     |
| "Sem Saída"                    | Filipa Nascimento               | Mel                          | —     |

### Banda sonora original deAmor Amor
| Tema                  | Intérprete(s)                  | Personagem(ns) intérprete(s) | Notas |
| --------------------- | ------------------------------ | ---------------------------- | ----- |
| "Vou Procurar Por Ti" | Filipa Nascimento e Ivo Lucas  | Mel e Leandro                | —     |
| "Eu e Tu, Tu e Eu"    | Joana Aguiar e Ivo Lucas       | Sandra e Leandro             | —     |
| "Guitarra Mágica"     | Filipa Nascimento              | Mel                          | —     |
| "Sinto a Tua Falta"   | Joana Aguiar e Ivo Lucas       | Sandra e Leandro             | —     |
| "Bate Coração"        | Joana Aguiar e Ivo Lucas       | Sandra e Leandro             | —     |
| "É Para Esquecer"     | Filipa Nascimento              | Mel                          | —     |
| "Só Boas Recordações" | Filipa Nascimento              | Mel                          | —     |
| "Vou Voltar"          | Filipa Nascimento e Ivo Lucas  | Mel e Leandro                | —     |
| "Encantamento"        | Filipa Nascimento              | Mel                          | —     |
| "Te Quiero Besar"     | Ricardo Pereira e Joana Santos | Romeu e Linda                | —     |
| "Vou Ser Assim"       | Filipa Nascimento              | Mel                          | —     |
| "A Alegria de Amar"   | Heitor Lourenço                | Valentim                     | —     |

### Temas musicais
| Tema                             | Intérprete(s)                        | Personagem tema         | Notas            |
| -------------------------------- | ------------------------------------ | ----------------------- | ---------------- |
| "Juramento eterno de sal"        | Álvaro de Luna                       | —                       | Tema de genérico |
| "À Minha Maneira"                | Xutos e Pontapés                     | Nazaré                  | —                |
| "Bandida"                        | Carlão                               | Dina                    | —                |
| "Coisa Mais Bonita"              | Carolina Deslandes e António Zambujo | Lili e Renato           | —                |
| "Como Antes"                     | Matias Damásio                       | —                       | —                |
| "Do Lado do Amor"                | Toy                                  | —                       | —                |
| "Ele e Ela"                      | Entre Aspas                          | Sandra e Zé Pedro       | —                |
| "Face Meu, Face Meu"             | Trevo                                | Gisela                  | —                |
| "Há Festa em Qualquer Lugar"     | D.N.A                                | —                       | —                |
| "Inquietação"                    | ELAS (Marisa Liz e Aurea)            | Ângela                  | —                |
| "Meu Nome é Rebeca"              | Rebeca                               | Rebeca Sofia            | —                |
| "Morena"                         | Tiago Bettencourt                    | Sandra e Xavi           | —                |
| "Não Sei Porque te Foste Embora" | Fado Lelé                            | —                       | —                |
| "Ninguém, Ninguém"               | Marco Paulo                          | Prazeres                | —                |
| "Orgulho em Ser Português"       | Cláudia Martins e Minhotos Marotos   | Núcleo do bar           | —                |
| "Por um Beijo Teu"               | Luís Filipe Reis                     | Guadalupe, Pablo e Manu | —                |
| "Sabe Sabe"                      | Silk                                 | Augusto                 | —                |
| "Talvez"                         | Carolina de Deus                     | Lili                    | —                |
| "Te Amo"                         | Calema                               | Mel e Leandro           | —                |

## Audiências
Calculando a média ponderada das duas temporadas, “Lua de Mel” terminou com uma média final de aproximadamente 7.2 de audiência, sendo uma das novelas menos vista de sempre da SIC, desde Vidas Opostas.

### 1.ª temporada
"Lua de Mel" estreou a 6 de junho de 2022 com 10.8 de audiência e 22.1% de share, com cerca de 1 milhão e 21 mil espectadores, na liderança, com um pico de 11.5 de audiência e 23.3% de share, sendo o programa mais visto do dia.
No segundo episódio, a trama de Ana Casaca rendeu à SIC uma audiência média de 10.7 e 21.5% de quota média de mercado, em termos médios, 1 milhão e 10 mil espectadores, na vice-liderança, com um pico de 11.3/23.9%.
Ao terceiro episódio "Lua de Mel" garante a liderança contra "Quero é Viver". Na média geral a história da SIC alcança 10.6 de rating o que correspondeu a 21.5% de share, com cerca de 1 milhão e 5 mil espectadores, com um pico de 11.9 / 24.6%.
Após resultados na casa dos 6/8 pontos ao longo de toda a exibição, e a vice-liderança em média, o último episódio da 1ª temporada de "Lua de Mel", exibido dia 2 de setembro de 2022, registou 7.2 de audiência e 16.7% de share, com 685.500 espectadores. O pico foi de 7.8/17.7%.
| Média | Média    | Episódios transmitidos | Rating | Share | Ref.   |
| ----- | -------- | ---------------------- | ------ | ----- | ------ |
| 2022  | Junho    | 19 episódios           | 8.8    | 18.7% | [ 46 ] |
| 2022  | Julho    | 21 episódios           | 7.2    | 16.3% | [ 47 ] |
| 2022  | Agosto   | 23 episódios           | 7.1    | 15.9% | [ 48 ] |
| 2022  | Setembro | 2 episódios            | 7.6    | 17.3% | ...    |
| Total | Total    | 65 episódios           | 7.7    | 17.1% |        |

### 2.ª temporada
Na estreia da 2ª temporada, intitulada de "Temporada Final", a 5 de setembro de 2022, a novela registou 7.8 de audiência média e 16.2% de share. Em média, 734.300 espectadores estiveram com a SIC que teve ainda um pico de 8.6/17.1%.
O segundo episódio registou 7.1 de audiência média e 15.4% de share.
A 24 de outubro de 2022, "Lua de Mel" comemorava o 100.º episódio, registou 6.9 de rating e 18.3% de share, alcançando 649.700 espectadores. Teve um pico de 9.5/22.0%.
"Lua de Mel - Temporada Final" terminou na segunda, dia 28 de novembro de 2022, na vice-liderança, com um resultado de 8.6 de rating e uma quota média de mercado de 17.9%. Foram 818.100 espectadores que ajudaram a chegar a um pico de 9.2/19.3%.
| Média | Média    | Episódios transmitidos | Rating | Share | Ref. |
| ----- | -------- | ---------------------- | ------ | ----- | ---- |
| 2022  | Setembro | 20 episódios           | 7.6    | 17.3% | ...  |
| 2022  | Outubro  | 19 episódios           | ...    | ...   | ...  |
| 2022  | Novembro | 19 episódios           | 5.1    | ...   | ...  |
| Total | Total    | 58 episódios           | 6.6    | ...   | ...  |